# Standarddeutsch
A Standarddeutsch (standard német), illetve Schriftdeutsch (irodalmi német) a német nyelv olyan változatát jelenti, amely a szókincs, kiejtés és nyelvtan szempontjából kodifikálva van. Ez a megjelölése a német nyelvterület minden standardizált változatára érvényes és egyben elválasztja a nem standard változatoktól, a nyelvjárásoktól, a köznyelvi változattól, szaknyelvektől és szociolektusoktól. Magyarországon elterjedt a hochdeutsch szó használata, ez azonban magyar nyelvhasználati sajátosság, mivel a német Hochdeutsch szó a felnémet nyelv(változat) elnevezése, ami egészen más, mint a Standarddeutsch.
A Standarddeutch problémás fogalom, mert a német nyelvterületen nincs olyan kizárólagos legitim szerv, amely szabályokat állíthatna fel a nyelvtanra ill. a német nyelv kiejtésére vonatkozóan. Mértékadóak ilyen vonatkozásban csakis egyes nyelvtudósok ill. nyelvészekből álló csoportok művei, szótárai, nyelvkönyvei. Ezek azonban soha nem örvendtek teljesen átfogó elismertségnek, mivel íróik saját kritériumaik alapján döntötték el, hogy mit tekintenek általánosan elfogadhatónak és mit nem. Még az egyes nyelvi szabályzatoknak és szógyűjteményeknek is számtalan kiadása jelent meg, és ezek tartalma folyamatosan változott. Például Theodor Sieb Deutsche Aussprache (Német kiejtés) című munkájának eredeti címe Deutsche Bühnenaussprache (Német színpadi kiejtés) volt, ami jelzi, hogy a szerzőnek kezdetben nem volt általános standardizálási törekvése.
A nyelvtan területén a Duden-sorozat negyedik kötete vált jelentőssé, mert az első kötetet Nyugat-Németországban miniszteri rendelettel „maßgebend in allen Zweifelsfällen“, azaz minden kétséges esetben mértékadónak nyilvánították, és használatát kötelezővé tették. Még az 1991-es huszadik kiadás alcíme is ez az idézet. A könyv harmadik, illetve negyedik kiadását jelentősen átdolgozták. Megpróbálták érvényesíteni a nyelvtudomány új kutatási eredményeit, és követni a nyelv változását. A standardokat felállításának alapjául szolgáló elvek és a korábbi standardoktól egyre inkább különböző valós nyelvhasználat a standardok átdolgozásához vezetett. Emiatt a Duden és más hasonló munkák inkább deskriptívek (leíróak) és nem normatívak (előíróak), így éppen a valóban kritikus esetekben nem feltétlenül adnak egyértelmű eligazítást. A standard német nyelvi változatok általában kompromisszumos publicisztikai megoldások. Olyan német nyelv, amely szókincse, hangzása és bizonyos tekintetben nyelvtani szabályai szerint mindenhol érvényes és elfogadott, nem létezik.
A nyelvjárási csoportok közül a türingiai-felsőszász nyelvjárások, az anhalti dialektus, a keleti frank nyelvjárások mutatják a legnagyobb hasonlóságot az irodalmi nyelvvel. Az alnémet szubsztrátum azonban jelentősen megváltoztatta a mára standard kiejtést. Elterjedt nézet szerint az irodalmi némethez legközelebb álló köznyelvet Hannoverben és környékén beszélik, itt már nem érvényesülnek az alnémet szubsztrátumok.